# فيليب فيدينوف
فيليب فيدينوف (بالبلغارية: Филип Виденов) مواليد 12 يونيو 1980 في روسه، هو لاعب كرة سلة بلغاري. بدأ مسيرته الاحترافية في سنة 2003. يلعب مع نادي أكاديميك لكرة السلة في الدوري البلغاري الوطني لكرة السلة. يحمل الرقم 4.

## المسيرة الاحترافية
لعب مع سبليت في سنة 2003، ثم لعب مع نانسي باسكت في الدوري الفرنسي في موسم 2004–2005، ثم لعب مع ريال مدريد لكرة السلة في الدوري الإسباني في سنة 2006، ثم لعب مع إشبيلية في موسم 2006–2007، ثم لعب مع سباستياني باسكت رييتي في الدوري الإيطالي في سنة 2008، ثم لعب مع غرناطة في موسم 2008–2009، ثم لعب مع ريد ستار في موسم 2009–2010، ثم لعب مع إف إم بي في سنة 2010، ثم لعب مع أسكو غدينيا في موسم 2010–2011.

## روابط خارجية
- فيليب فيدينوف على موقع الاتحاد الدولي لكرة السلة (الإنجليزية)
- فيليب فيدينوف على موقع الدوري الأوروبي لكرة السلة (الإنجليزية)
- فيليب فيدينوف على موقع الدوري الإسباني لكرة السلة (الإسبانية)
- فيليب فيدينوف على موقع كرة السلة الأوروبية.كوم (الإنجليزية)
- فيليب فيدينوف على موقع كلية كرة السلة في سبورتس رفرنس.كوم (الإنجليزية)
- فيليب فيدينوف على موقع ريلجم (الإنجليزية)
- فيليب فيدينوف على موقع بروبوليرز (الإنجليزية)
- فيليب فيدينوف على موقع سبورتس رفرنس (الإنجليزية)